# Gergely Balázs
Gergely Balázs (Kolozsvár, 1977. január 12. –) erdélyi magyar régész, közösségszervező, a Kincses Kolozsvár Egyesület elnöke, a Kolozsvári Magyar Napok főszervezője. Édesanyja Gergely Erzsébet tanár, műemlékvédő, a Házsongárd Alapítvány létrehozója, édesapja Gergely István szobrászművész. Felesége Fekete Emőke, jogász. Három gyermek édesapja.

## Életpályája
1995-ben érettségizett a kolozsvári Báthory István Elméleti Líceumban. 1996–2002 között az Eötvös Loránd Tudományegyetem (ELTE) régész szakán tanult, majd végzett okleveles régészként. 2005–2006 között a kolozsvári Babeș-Bolyai Tudományegyetem (BBTE) történelem szakán tett különbözeti vizsgákat, ezt követően Romániában akkreditált történész-régész diplomát szerzett. 2004-2005 között a nyíregyházi Jósa András Múzeumban régészként, 2006–2013 között a kolozsvári Erdélyi Nemzeti Történeti Múzeumban régész-muzeológus beosztásban dolgozott. 2003–2015 között az Erdélyi Magyar Nemzeti Tanács kötelékében vállalt közéleti szerepet. 2009-től 2011-ig, majd 2013 és 2015 között az EMNT közép-erdélyi régióelnöke, 2010–2011 között az EMNT-Demokrácia Központ hálózatának igazgatója. 2010-től aktívan részt vett az Erdélyi Magyar Néppárt létrehozásában, vezetésében. 2013 után nem vállalt pártpolitikai tisztséget. 2016-ban az erdélyi magyar történelmi egyházak vezetőinek felkérésére önkormányzati képviselő jelölt Kolozsváron, a Romániai Magyar Demokrata Szövetség listáján, az Erdélyi Magyar Néppárt vezetőinek hozzájárulásával. 2016–2020 között városi tanácsos Kolozsváron. Több civil szervezet és rendezvény kezdeményezője, tisztségviselője, mint például a Kincses Kolozsvár Egyesület, a  Kolozsvári Városszépítő Egylet, az Erdély Magyar Fesztiválszövetség, a Kolozsvári Magyar Napok, a Kalotaszegi Magyar Napok és a Várkert Fesztivál.
2025-ben az Erdélyi Magyar Közművelődési Egyesület elnökévé választották.

## Civil szervezeti tagságok, tisztségek
- Pósta Béla Egyesület, alapító tag;
- Magyar Régész Szövetség, alapító tag;
- Erdélyi Múzeum Egyesület, rendes tag;
- Kincses Kolozsvár Egyesület, alapító tag, elnök;
- A gyalui várkastély gondozására létrehozott  Erdélyi Hagyományok Alapítvány Archiválva 2016. június 11-i dátummal a Wayback Machine-ben kurátora;
- Kolozsvári Városszépítő Egylet, alapító tag, elnök;
- Erdélyi Magyar Fesztivál Szövetség, alapító tag;

## Díjak, kitüntetések
- Debüt-díj – az Erdélyi Múzeum-Egyesület tudományos díja, Gáll Erwinnel közösen (2009);
- Kiválóságért–Média-díj - Premiul Media de Excelență (Kolozsvár, 2012);
- Pro Cultura Hungarica-díj (Magyarország, 2016);
- a Johannita Lovagrend tagja (2016);
- "Az Év Fesztiválszervezője" - a Magyar Fesztivál Szövetség  elismerése (Magyarország, 2020);
- a Johannita Lovagrend Tiszteleti Lovagi Keresztje - Ehrenritterkreuz des Johanniter-Ordens (Németország, 2021);
- Magyar Arany Érdemkereszt (Magyarország, 2021);

## Fontosabb tanulmányok, szakmai írások
- Kolozsvár és a magyar honfoglalás. Régészeti adatok a „Kincses Város” kora középkori történetének előzményeihez. Társszerzők: Gáll Erwin – Gáll Szilárd – Vremir Mátyás. Székelyföld, Csíkszereda, 2010. január
- Gáll Erwin – Gergely Balázs: Kolozsvár születése. Régészeti adatok a város kora középkori történetéhez. Kiadó: Erdélyi Múzeum Egyesület, Kolozsvár, 2009
- Cartea cu comori – Cluj, Koinónia Kiadó, Kolozsvár, társszerző
- Kolozsvár környéke X-XIII. századi temetőinek és szórványleleteinek kutatástörténete. Társszerző: Gáll Erwin. Acta Siculica, Sepsiszentgyörgy, 2009
- Analiza mormântului 10 din necropola de la Cluj-strada Zápolya (Dostoievski, gen. Traian Moşoiu). Társszerzők: Gáll Erwin – Gáll Szilárd – Vremir Mátyás. MCA-SN, V, Bukarest, 2009
- Cimitirul medieval din Cluj – Piaţa Unirii. Társszerző: Cosmin Rusu. Acta Musei Napocensis 2004-2007, Kolozsvár, 2008
- Necropole şi morminte izolate din secolul X. de pe teritoriul oraşului Cluj. Társszerző: Gáll Erwin. Acta Musei Napocensis 2004-2007, Kolozsvár, 2008
- Kincses Képeskönyv – Kolozsvár – Koinónia Kiadó, Kolozsvár, 2007, társszerző
- Honfoglalás kori temetőrészletek a kolozsvári Kalevala utcából. Társszerző: Gáll Erwin. Dolgozatok 2/2007, Kolozsvár
- Kövespadi honfoglalók. Kolozsvár honfoglalás kori képe régi és újabb régészeti leletek fényében. Korunk, Decembrie 2007, Cluj-Napoca
- Früharpadenzeitliches Massengrab in der Gemarkung von Badon (Komitat Salaj). Jósa András Múzeum Évkönyve XLVII., Nyíregyháza, 2005
- Árpád-kori veremházak Székely határából. Régészeti feltárások Magyarországon, 2004, Budapest, 2005
- Új utak alatt – a régmúlt emlékei. Korunk, Kolozsvár, 2005